# Ceneo.pl
Ceneo.pl – serwis z branży e-commerce z siedzibą we Wrocławiu.
Właścicielem spółki są fundusze Cinven, Permira i Mid Europa, które 16 października 2016 roku kupiły Ceneo.pl i Allegro (jako Grupę Allegro) od koncernu Naspers za kwotę 3,25 mld dolarów.
Na Ceneo.pl swoje oferty prezentuje ponad 18 tys. sklepów internetowych, dzięki czemu użytkownicy serwisu mogą wybierać i porównywać ceny w sumie 20 milionów produktów.

## Działalność
Ceneo.pl powstało na bazie porównywarki cenowej. Serwis obecnie pozwala użytkownikom nie tylko znaleźć produkt dostępny w różnych sklepach i porównać jego cenę, ale też zrobić zakupy w wielu sklepach za pomocą wirtualnego koszyka, czyli opcji „KUP TERAZ”.
Dodatkowo użytkownicy przed zakupem mogą zapoznać się z szeregiem opinii na temat produktów, jakości obsługi sklepów i dostawców przesyłek. Serwis jako pierwszy w Polsce uruchomił program Zaufanych Opinii, który opiera się na rzetelnym systemie oceny sklepów przez kupujących. Są one wystawiane przez użytkowników dopiero po zrobieniu zakupów w danym sklepie.
Od 2009 roku serwis Ceneo.pl na podstawie tych opinii publikuje Ranking Zaufanych Opinii, który wskazuje sklepy internetowe cieszące się najlepszymi opiniami wśród internautów robiących zakupy w Internecie.

## Historia
Ceneo.pl zostało uruchomione 14 lutego 2005 roku, kiedy na polskim rynku funkcjonował już zajmujący się handlem elektronicznym portal aukcyjny Allegro. Zaczęły pojawiać się również pierwsze sklepy internetowe i porównywarki cenowe. Te ostatnie jednak bardzo szybko zniknęły z rynku. W dniu inauguracji serwis Ceneo.pl posiadał 4 kategorie produktowe i kilkadziesiąt tysięcy użytkowników. Dla porównania na początku 2018 roku serwis posiadał w sumie ponad 4000 kategorii produktowych.
W sierpniu 2005 roku rozpoczął się proces przekształcania Ceneo S.J. w spółkę akcyjną. Niespełna dwa lata później, na początku 2007, roku serwis został zakupiony przez QXL Holding, właściciela Allegro.pl, za kwotę 875 tysięcy funtów brytyjskich. Od tego momentu rozpoczął się zupełnie nowy etap w historii serwisu Ceneo.pl, który w ramach Grupy Allegro rozwinął swoją platformę i stał się liderem na polskim rynku e-commerce.
Stale rosnąca liczba internautów oraz rozwój rynku e-commerce w Polsce został wykorzystany przez serwis Ceneo.pl, który bardzo szybko rozwijał się, wdrażając nowe produkty i udogodnienia dla swoich użytkowników. Dzięki temu szybko zyskał przewagę nad podobnymi platformami, na przykład Nokaut.pl czy Skąpiec.pl.
W czerwcu 2010 roku serwis Ceneo.pl uruchomił dla swoich użytkowników Program Ochrony Kupujących (POK). Istotą tego bezpłatnego programu od samego początku było wypłacanie rekompensat użytkownikom, którzy nie otrzymali zakupionego towaru albo otrzymali towar niezgodny z zamówieniem. Program Ochrony Kupujących stał się kolejnym, po programie „Zaufanych Opinii”, narzędziem Ceneo.pl, które przyczyniło się do wzrostu bezpieczeństwa w e-zakupach oraz podniosło atrakcyjność serwisu na tle konkurencji.
W październiku 2010 roku Ceneo.pl jako pierwszy serwis e-commerce w Polsce zaprezentował aplikację mobilną na iPhone’a, która umożliwia skanowanie kodów kreskowych i w ten sposób wyszukiwanie produktów. Aplikacja od samego początku cieszyła się dużą popularnością, gdyż klienci w dowolnym miejscu mogą skanować kody produktów i porównać ich ceny w sklepach internetowych. Obecnie aplikacja mobilna Ceneo, która nie tylko umożliwia zakupy w telefonie, sprawdzanie kodów kreskowych, ale też przechowywanie kart lojalnościowych, ma ponad 2 mln użytkowników, którzy korzystają z niej za pośrednictwem urządzeń na iOS oraz Android czy Windows.
W listopadzie 2011 roku kupujący na Ceneo.pl otrzymali nową funkcję „Kup na Ceneo”, wprowadzoną w pierwszej kolejności w 5 kategoriach: Filmy, Gry, Książki, Muzyka, Telefony komórkowe. Od początku każda transakcja dokonana na stronie Ceneo.pl poprzez funkcję „Kup na Ceneo” była objęta Programem Ochrony Kupujących (POK). Do współpracy w ramach „Kup na Ceneo” zapraszane są sklepy mające bardzo dobre oceny od kupujących w ramach systemu „Zaufane Opinie”; ważnym elementem jest również dostępność towaru. Obecnie funkcja ta nazywa się Kup Teraz i za jej pomocą można robić zakupy w ponad 4000 sklepów.
W lutym 2013 roku serwis Ceneo.pl, z okazji swoich urodzin, uruchomił dla użytkowników program lojalnościowy Ceneo – Klub Łowców Nagród. Zarejestrowani użytkownicy mogą zapisywać się do klubu i zbierać CeneoPunkty za różne aktywności w serwisie, a następnie wymieniać je na nagrody.
Wraz z rozwojem mediów społecznościowych serwis Ceneo.pl zwiększył swoją aktywność w tym obszarze. W kwietniu 2013 roku założył profile na Facebooku, z poradami dla kupujących. Nowo powstałe serwisy tematyczne dają kupującemu możliwość odnalezienia dodatkowych inspiracji i porad związanych na przykład z urządzaniem mieszkania, trendami modowymi, dbaniem o zdrowie, a nawet ekologicznym stylem życia. Obecnie serwis posiada 18 profili na Facebooku, które łącznie mają ponad 2 mln fanów.
We wrześniu 2018 roku Ceneo.pl odświeżył swój serwis CeneoLokalnie.pl. Wszystko dzięki silnemu wśród polskich konsumentów efektowi ROPO, czyli „wyszukaj w internecie, kup w sklepie”. Projekt, poza nową szatą graficzną, umożliwia użytkownikom Ceneo dodawanie bezpłatnych ogłoszeń. Z danych prezentowanych przez firmę wynika, że pod koniec września 2018 roku w serwisie CeneoLokalnie.pl prezentowanych było ponad 3 mln ofert sklepów internetowych i stacjonarnych.
W czerwcu 2019 roku Ceneo.pl udostępniło swoim użytkownikom nowoczesne narzędzie Ceneo VisualSearch. Pozwala ono na wyszukiwanie obrazów w sklepach internetowych. W pierwszej kolejności narzędzie było dostępne dla użytkowników korzystających z serwisu w wersji desktop. Kilka miesięcy później funkcja ta pojawiła się również w aplikacji Ceneo.pl.

## Siedziba
Pierwszą siedzibą w historii Ceneo.pl był biurowiec przy ul. Racławickiej 13 we Wrocławiu. Drugą biurowiec AB przy ul. Armii Krajowej we Wrocławiu. Trzecią lokalizacją był kompleks biurowy Green Towers przy ul. Śrubowej 1 we Wrocławiu. Od kwietnia 2017 roku siedziba Ceneo.pl zlokalizowana była we Wrocławiu przy ul. Legnickiej 48G w kompleksie biurowym Business Garden. W kwietniu 2022 roku firma przeniosła się do biurowca przy ul. Legnickiej 48A w tym samym kompleksie.

## Akcje charytatywne
W czerwcu 2016 roku serwis Ceneo.pl zorganizował akcję zbiórki karmy dla zwierząt w schroniskach „Rekordowa Miska” i ustanowił rekord Guinnessa w tej kategorii (ponad 21 ton). W akcję zaangażowani byli internauci. Karma po zakończonej zbiórce została przekazana do sześciu schronisk w Polsce (w Koninie, Zielonej Górze, Bydgoszczy, Chorzowie, Celestynowie i Koszalinie). W 2017 roku rekord ten został pobity w kolejnej edycji akcji (zebrano ponad 23 tony karmy).